# Fet
Bản mẫu:Otherusesof
Fet là một đô thị ở hạt Akershus, Na Uy. Đô thị này có trung tâm là Fetsund.
Fet đã được lập thành một đô thị ngày 1/1/1838 (xem formannskapsdistrikt). Rælingen được tách khỏi Fet ngày 1/7/1929.
Fet nằm ở bờ đông của hồ Øyeren.